# فرودگاه باولف
فرودگاه باولف (به انگلیسی: Bawlf (Blackwells) Airport) یک فرودگاه همگانی است که یک باند فرود چمن دارد و طول باند آن ۸۲۳ متر است. این فرودگاه در کشور کانادا قرار دارد و در ارتفاع ۷۰۹ متری از سطح دریا واقع شده‌است.